# Nemonychidae
Die Nemonychidae sind eine Familie der Rüsselkäfer (im weiteren Sinne, Überfamilie Curculionoidea). Fast alle der ältesten fossil gefundenen Rüsselkäfer aus dem Jura gehören zu dieser Familie. Die heute lebenden Arten bilden eine artenarme Reliktgruppe, sie gelten als die ursprünglichsten noch lebenden Rüsselkäfer. Die Familie umfasst 75 lebende (rezente) Arten in 25 Gattungen und mindestens 56 fossil bekannte Arten. In Mitteleuropa leben drei Arten.

## Merkmale
Die Familie umfasst recht kleine, unauffällige, gelbbraun bis schwarz gefärbte Käfer mit relativ einheitlicher Körpergestalt. Es handelt sich in der Regel um langgestreckte Tiere mit parallelseitigen Flügeldecken, einem seitlich schwach abgerundeten Halsschild, der etwas schmaler als die Flügeldecken ist und einem vorgestreckten Kopf mit halbkugeligen, aus der Kopfkontur vorstehenden Komplexaugen. Die Tiere sind im Vergleich zu anderen Curculionoidea zart gebaut und schwach sklerotisiert. Fast alle Arten tragen eine dichte, feine Behaarung, die oft weiß gefärbt ist. Schuppen oder Schuppenhaare, die für zahlreiche Rüsselkäferfamilien charakteristisch sind, kommen nicht vor. Der für die Rüsselkäfer namengebende Rüssel (oder Rostrum) ist sehr vielgestaltig abgewandelt, es kommen Arten mit sehr kurzem, andere mit langem und dünnem, gebogenen Rüssel vor, manchmal ist der Rüssel zur Spitze hin etwas verbreitert (erweitert). Auch die Fühler können an der Basis, in der Mitte oder nahe der Spitze des Rüssels eingelenkt sein. Als große Ausnahme innerhalb der Rüsselkäfer (außerhalb der Borkenkäfer i. w. S.) kommt in der Familie sogar eine Art ganz ohne Rüssel vor: Brarus mystus aus Brasilien, der dadurch auf den ersten Blick mit einem Glanzkäfer verwechselt werden kann. 
Die Nemonychidae gehören zu der ursprünglicheren Gruppierung der Rüsselkäfer mit geraden, nicht geknieten Fühlern ("Orthoceri"), die elfgliedrigen Fühler weisen eine nur schwach abgesetzte, locker gegliederte dreigliedrige Fühlerkeule auf. Die Familie weist auch sonst zahlreiche altertümliche plesiomorphe Merkmale auf, die sie innerhalb der Rüsselkäfer auszeichnen. So ist das Labrum nicht mit dem Clypeus verschmolzen, sondern frei ausgebildet. Die Maxillarpalpen sind mehrgliedrig und beweglich. Im Gegensatz zu den meisten anderen Linien der Rüsselkäfer (nur gemeinsam mit den Belidae und manchen Attelabidae) besitzen die Flügeldecken oder Elytren innen keine zweite Kante; dadurch ist es ihnen nicht möglich, wie die Vertreter der anderen Linien die Elytren fest an den Hinterleib zu koppeln und so eine gut geschützte, gepanzerte Schutzform einzunehmen. Der Hinterleib ist dementsprechend locker gegliedert, die bauchseitigen Sklerite sind nicht zum besseren Schutz miteinander verwachsen.  Die wichtigste Autapomorphie ist die Gestalt des neunten Tergits am Hinterleib des Männchens. Dieses ist zu einem unsklerotisierten, aber stark pigmentierten Band umgewandelt, welches dem neunten Sternit aufliegt.

## Larven
Die Larven der Nemonychidae sind kleine, weniger als zehn Millimeter lange und schlanke Tiere. Ebenso wie die Imagines weisen auch die Larven zahlreiche ursprüngliche, plesiomorphe Merkmale auf, die die Familie gegenüber den anderen Linien der Rüsselkäfer auszeichnen. So kommen nur bei der Gattung Nemonyx noch Larven mit drei- oder viergliedrigen Beinen mit einer Kralle am Ende vor, während typische Rüsselkäferlarven beinlos sind. Die Larve besitzt ein einzelnes funktionales Larvenauge (Stemma oder Ocularium) und funktionsuntüchtige Rudimente von zwei oder drei weiteren.
Eigentümliche Merkmale (Autapomorphien) der Nemonychidenlarven sind: An der Kopfkapsel ist die Naht zwischen Clypeus und Frons verschwunden, die Frons ist nach vorn verlängert und bildet einen sogenannten Pseudoclypeus aus. Außerdem ist am basalen Teil der Mandibeln, im Bereich der Kaufläche oder Mola, eine charakteristische Kauleiste vorhanden. Eine auffallende Besonderheit der Larven der Unterfamilie Rhinorhynchinae ist es, dass sie auf einer flachen Oberfläche nicht mit der Bauchseite, sondern mit der Rückenseite nach unten kriechen.

## Lebensweise
Nemonychidae sind – mit zwei Ausnahmen – an Koniferen gebunden. Die Larven sind spezialisierte Pollenfresser, sie leben in den Strobili, den männlichen, zapfenartigen "Blütenkätzchen", die die für die windblütigen Nadelbäume typischen, großen Pollenmengen produzieren. Das Weibchen legt in der Regel sein Ei an die Pollensäcke (oder Mikrosporangien) in den Strobili ab, wenn diese sich zu öffnen beginnen, aber die Pollenkörner noch unreif sind. Der Ovipositor der Weibchen ist weich und unsklerotisiert und nicht in der Lage, hartes Gewebe zu durchstoßen. Die Larven fressen die Pollenkörner, sie sind sehr mobil und wechseln ggf. zwischen verschiedenen männlichen Kätzchen hin und her. Durch das sehr nährstoffreiche Futter ist die Larvalentwicklung außerordentlich rasch, alle Larvenstadien werden typischerweise in zehn Tagen (selten in zwei oder drei Wochen) durchlaufen. Die reife Larve lässt sich zu Boden fallen, sie gräbt sich dicht unter der Laubstreu eine kleine Puppenkammer.
Die weitere Entwicklung verläuft bei vielen Arten komplex. Ein Teil der Larven kann sich sofort verpuppen und anschließend nach etwa drei Wochen Puppenruhe ausschlüpfen. Diese Imagines überwintern und sind so acht Monate und mehr aktiv. Sie müssen in dieser Zeit Nahrung aufnehmen. Soweit bekannt, ernähren sich die Imagines aller Arten entweder von Pollen oder von süßen Pflanzensäften. Ein Befressen von Blättern oder Nadeln ihrer Wirtsarten wurde in keinem Fall beobachtet. Ein anderer Teil der Larven bleibt in der Puppenkammer und überwintert im Boden. Sie kommen nach einem, in einigen Fällen teilweise erst nach zwei Jahren ins Freie, genau dann wenn auch die sofort umgewandelten Imagines schlüpfen. Dieses Verhalten wird als Versicherung gegen ungünstige, nahrungsarme Jahre gedeutet.
Fast alle Nemonychidae sind sehr wirtsspezifisch an einer Nadelbaumgattung, sehr oft nur an einer Art. Die Arten der vor auf der Nordhalbkugel (Paläarktis und Nearktis) verbreiteten Unterfamilie Cimberidinae leben auf Kieferngewächsen, alle mitteleuropäischen (westpaläarktischen) Arten auf Kiefern (Gattung Pinus). Die in Südamerika sowie in Westaustralien und Neuguinea lebenden Rhinorhynchinae kommen an Araukariengewächsen (Araukarien und Kauri-Bäumen, nicht an Wollemie) und Steineibengewächsen vor, die Gattung Atopomacer, die in Zentral- und Nordamerika vorkommt, ist, wohl sekundär, auf Pinus übergegangen.
Als Ausnahme in der Familie existieren zwei Verwandtschaftsgruppen, die auf Angiospermen leben. Alle Arten der Unterfamilie Nemonychinae sind Spezialisten auf Feldritterspornen (Gattung Consolida), eine Art auch an Ritterspornen (Delphinium), die beide zu den Hahnenfußgewächsen gehören. Die beiden verwandten Gattungen Rhynchitomacer und Stenomacer leben auf Scheinbuchen (Gattung Nothofagus, Fagales); allerdings nur in Südamerika, obwohl die Gattung in Australien und den umliegenden Inseln vorkommt und hier sogar artenreicher ist. Alle Arten sind monophag auf einer einzigen Nothofagus-Art, obwohl meist mehrere von diesem in einem Wald zusammen vorkommen. Sowohl die Buchenartigen als auch die Hahnenfüße gehören zu den basalen Linien der Angiospermen.

## Taxonomie und Systematik
Die Taxonomie der Familie ist verworren. Der früher oft verwendete Name Rhinomaceridae ist ungültig, weil der Name der Typusgattung mehrfach und für zwei nicht näher verwandte Gattungen vergeben worden war. In seiner späteren Bedeutung geht er auf Fabricius zurück. Die Typusart seiner Gattung Rhinomacer ist allerdings mit einem anderen Gattungsnamen schon früher beschrieben worden. Die späteren Entomologen verschlimmerten mit ihren Deutungen dieser Situation das Chaos und schufen mehrere, nicht legitime Ersatznamen. Der eigentlich gegenüber dem Namen "Cimberididae" jüngere Familienname Nemonychidae ist der International Commission on Zoological Nomenclature im Interesse der nomenklatorischen Stabilität als zu konservierender Namen vorgelegt worden.
Die Mehrzahl der Wissenschaftler sieht die Familie Anthribidae (oder Breitrüssler) als Schwestergruppe der Nemonychidae an. Von früheren Entomologen waren sie sogar zeitweise als Unterfamilie der Anthribidae betrachtet worden. Es erscheint auch heute noch möglich, dass die Nemonychidae innerhalb der Anthribidae anzusiedeln sind, also diese ihnen gegenüber paraphyletisch wären. Eine andere Möglichkeit wäre, dass die Nemonychidae isoliert und eine Schwestergruppe der übrigen Rüsselkäfer zusammengenommen wären. Ein wichtiger Unterschied zwischen Nemonychidae und Anthribidae ist die Ausbildung der Beine. Diese tragen bei den Nemonychidae an den Schienen (Tibien) Sporne, die den Anthribidae fehlen.
Die rezenten Nemonychidae werden gewöhnlich in drei Unterfamilien gegliedert:
- Unterfamilie Nemonychinae. Einzige Gattung Nemonyx. Vier Arten in der Westpaläarktis, östlich bis Kasachstan, südlich bis Nordafrika (nördlich der Sahara). In Mitteleuropa eine Art
  - Nemonyx lepturoides
- Unterfamilie Cimberidinae. (Synonym: Doydirhynchinae). Fünf Gattungen, mit Verbreitungsschwerpunkt in der Nearktis. In der Paläarktis zwei Arten (eine dritte ist im Status umstritten), die beide Mitteleuropa erreichen; östlich bis zur russischen Pazifikküste.
  - Tribus Cimberidini
    - Cimberis attelaboides (Synonym: Rhinomacer attelaboides)

  - Tribus Doydirhynchini
    - Doydirhynchus austriacus
- Unterfamilie Rhinorhynchinae. 54 Arten in 19 Gattungen.[1] In Neuguinea, Neukaledonien, Australien, Neuseeland, Südamerika, mit einer Gattung nach Nordamerika ausstrahlend.
  - Tribus Mecomacerini
  - Tribus Rhinorhynchini
  - Tribus Rhynchitomacerini

## Fossilien und Evolution
Die ältesten fossilen Nemonychidae stammen aus dem Jura, sie gehören zu den ältesten fossilen Rüsselkäfern überhaupt. Die meisten wurden in der Fossillagerstätte Karatau (heutige Schreibweise Qaratau) in Kasachstan gefunden. Andere Funde liegen vor aus der Santana-Formation in Brasilien und der Jehol-Biota aus China. Während sie in der Kreide noch in einigen Funden vorliegen, war bis vor kurzem aus dem Tertiär kein Fund mehr bekannt, bis 2010 doch zumindest eine Art im baltischen Bernstein beschrieben wurde.
Die Zuordnung zahlreicher fossiler Rüsselkäfer ist dabei bis heute umstritten. Da die Familie Nemonychidae vor allem durch plesiomorphe Merkmale gekennzeichnet ist und die wenigen Autapomorphien kaum fossil erhalten sein können, ist die Zuordnung umso spekulativer, je älter die Fossilien werden. Es ist durchaus wahrscheinlich, dass die Überfamilie von Formen abstammt, die den rezenten Nemonychidae äußerst ähnlich gesehen haben können. Besonders umstritten ist eine als Eobelinae (oder auch Eobelidae) bezeichnete Formen- oder Verwandtschaftsgruppe. Diese wird von zahlreichen Forschern als Unterfamilie der Nemonychidae angesehen, andere sehen sie als davon getrennte Familie, die den rezenten Belidae nahestehen.
Ein Argument für das hohe Alter der Nemonychidae ist auch ihre Bindung an Koniferen als Wirtspflanzen. Da die Bedecktsamer vermutlich nicht wesentlich älter als die Unterkreide sind, ist die Familie Nemonychidae wohl älter als diese. Man nimmt so an, es handelt sich um eine Reliktgruppe, die aus der Wurzelgruppe der heutigen Rüsselkäfer überlebt hat. Ihre erfolgreicheren Verwandten, die auf Angiospermen übergingen, hätten demnach zehntausende von Arten neu bilden können, während sie fast unverändert blieben.